# 匍匐忍冬
匍匐忍冬（学名：Lonicera crassifolia）是忍冬科忍冬属的植物，是中国的特有植物。分布在中国大陆的贵州、湖南、湖北、云南、四川等地，生长于海拔900米至2,300米的地区，多生于溪沟旁、湿润的林缘岩壁或岩缝中，目前尚未由人工引种栽培。